# ورزشکاه آلیانز
ورزشکاه آلیانز (به لاتین: Allianz Stadion) یک ورزشگاه فوتبال در اتریش است که در Hütteldorf واقع شده‌است.